# Lithocarpus falconeri
Lithocarpus falconeri (Kurz) Rehder – gatunek roślin z rodziny bukowatych (Fagaceae Dumort.). Występuje naturalnie w Malezji. 

## Morfologia
PokrójZimozielone drzewo dorastające do 6–12 m wysokości. Kora jest łuszcząca się.
LiścieBlaszka liściowa ma podłużnie eliptyczny kształt. Mierzy 12,7–34,3 cm długości oraz 4,3–8,9 cm szerokości, ma ostrokątną nasadę i wierzchołek od ostrego do spiczastego. Ogonek liściowy jest nagi i ma 5–10 mm długości.
OwoceOrzechy o elipsoidalnie jajowatym kształcie, dorastają do 38 mm średnicy. Osadzone są pojedynczo w miseczkach w kształcie kubka.